# Мілан Хаутур
Мілан Хаутур ЧНІ (словац. Milan Chautur; нар. 4 вересня 1957, Снина, Чехословаччина, нині Словаччина) — словацький греко-католицький єпископ, перший єпархіальний єпископ новоутвореної Кошицької єпархії з 30 січня 2008 року до 24 червня 2021 року. З 11 січня 1992 року по 27 січня 1997 року був титулярним єпископом Крезіми і єпископом-помічником Пряшівської греко-католицької єпархії та апостольським екзархом Кошицького апостольського екзархату з 29 січня 1997 року до 30 січня 2008 року.

## Життєпис
Народився в греко-католицькій сім'ї в Пряшівському краї Східно-Словацької області, але виростав у селі Велика Поляна. Після закінчення гімназії в Гуменне втупив до Згромадження Найсвятішого Ізбавителя.
2 серпня 1980 року склав урочисту професію у Згромадженні редемптористів. Філософсько-богословську освіту здобув на богословському факультеті в Університеті Коменського у Братиславі і 14 червня 1981 року був висвячений на священика.
Вже як священик упродовж 1982—1984 років змушений був відбути обов'язкову військову службу в Чехословацькій народній армії. Продовжив служіння на парафіях у Меджилабірцях (1984—1985), Шмиґовцю (1985—1989) та Порубці (1989—1992). За активну душпастирську діяльність серед молоді, потрапляв у поле зору органів державної безпеки комуністичного режиму Чехословацької Соціалістичної Республіки. 1 липня 1990 року о. Мілан Хаутур був обраний віце-провінціалом Словацької провінції редемптористів з центром у м. Михайлівці.

## Єпископ
11 січня 1992 року о. Хаутур призначений і 29 лютого 1992 року був висвячений на єпископа-помічника Пряшівської єпархії та титулярного єпископа Крезіми. Головним святителем був єпископ Ян Гірка, глава Словацької греко-католицької церкви.
27 січня 1997 року єпископ Мілан Хаутур отримав призначення на апостольського екзарха новоутвореного Кошицького апостольського екзархату.
30 січня 2008 року папа Бенедикт XVI реформував структуру Словацької греко-католицької церкви. Кошицький апостольський екзархат отримав статус єпархії. Таким чином Мілан Хаутур став першим єпископом новоутвореної Кошицької єпархії.
24 червня 2021 року Папа Франциск прийняв зречення з пастирського уряду, подане владикою Міланом Хаутуром.